# Avenida de Guadalajara (métro de Madrid)
Avenida de Guadalajara est une station de la ligne 2 du métro de Madrid, en Espagne.

## Situation
La station se situe entre Alsacia au sud-ouest, en direction de Cuatro Caminos, et Las Rosas à l'est, terminus de la ligne. Elle est établie sous l'intersection entre les avenues de Guadalajara et Canillejas a Vicálvaro, dans le quartier d'Arcos, de l'arrondissement de San Blas-Canillejas.

## Historique
La station est mise en service le 16 mars 2011, quand est ouvert le prolongement de la ligne entre La Elipa et Las Rosas.

## Service des voyageurs

### Accueil
La station possède un accès équipé d'escaliers et d'escaliers mécaniques, ainsi qu'un accès direct par ascenseur depuis l'extérieur.

### Intermodalité
La station est en correspondance avec les lignes de bus no 4, 106, 140, 153 et E2 du réseau EMT, ainsi qu'avec la ligne d'autobus interurbain no 287.